# Мирзалиев, Руслан Маарифович
Мирзалиев Руслан Маарифович (род. 22 июля 1977, Днепропетровск) — украинский дзюдоист, участник летних Олимпийских игр 2000 в Сиднее. Мастер спорта Украины международного класса. Серебряный призёр чемпионата Европы в Овьедо. Серебряный призёр Кубков мира по дзюдо в Варшаве в 1997 и 2001 годов. В 15 лет выполнил норматив мастера спорта, а в 19 — мастера спорта международного класса. На Олимпийских играх в Сиднее в первой же схватке проиграл бельгийцу Седрику Таймансу.

## Семья
Родился в спортивной семье. Его отец и дед занимались национальной азербайджанской борьбой гюлеш. Дядя по линии мамы был боксёром, а впоследствии первым тренером Виктора Савченко. Старший брат Рената Мирзалиева.